# Щитники (Голеньовський повіт)
Щитники (пол. Szczytniki, нім. Schnittriege) — село в Польщі, у гміні Новоґард Голеньовського повіту Західнопоморського воєводства.
Населення — 122 особи (2011).
У 1975-1998 роках село належало до Щецинського воєводства.

## Демографія
Демографічна структура станом на 31 березня 2011 року:
|          | Загалом | Допрацездатний вік | Працездатний вік | Постпрацездатний вік |
| -------- | ------- | ------------------ | ---------------- | -------------------- |
| Чоловіки | 74      | 25                 | 46               | 3                    |
| Жінки    | 48      | 11                 | 28               | 9                    |
| Разом    | 122     | 36                 | 74               | 12                   |